# Sidastrum micranthum
Sidastrum micranthum là một loài thực vật có hoa trong họ Cẩm quỳ. Loài này được (A.St.-Hil.) Fryxell miêu tả khoa học đầu tiên năm 1978.